# Leuhan
Leuhan (bretonisch Leuc’han) ist eine französische Gemeinde im Westen der Bretagne im Département Finistère mit 836 Einwohnern (Stand 1. Januar 2022). Sie gehört zum Arrondissement Châteaulin und zum Kanton Briec.

## Lage
Die Gemeinde Leuhan liegt am Odet am Südhang der Montagnes Noires, rund 36 Kilometer östlich der Atlantikküste. Quimper liegt 26 Kilometer südwestlich, die Groß- und Hafenstadt Brest 60 Kilometer nordwestlich und Paris etwa 470 Kilometer östlich (Angaben in Luftlinie).

## Bevölkerungsentwicklung

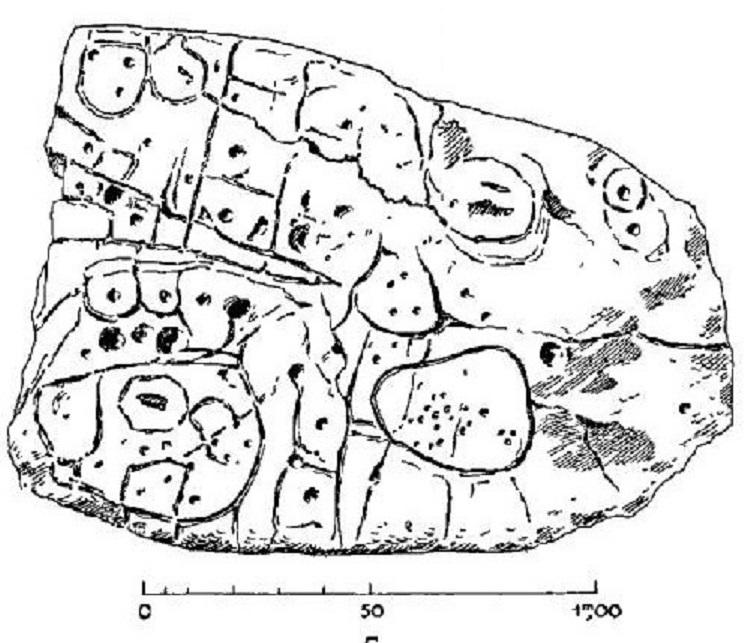
Stein von Saint-Bélec

| Jahr                       | 1962 | 1968 | 1975 | 1982 | 1990 | 1999 | 2008 | 2020 |
| Einwohner                  | 1430 | 1281 | 1043 | 932  | 794  | 754  | 781  | 828  |
| Quellen: Cassini und INSEE |      |      |      |      |      |      |      |      |

## Besonderheiten

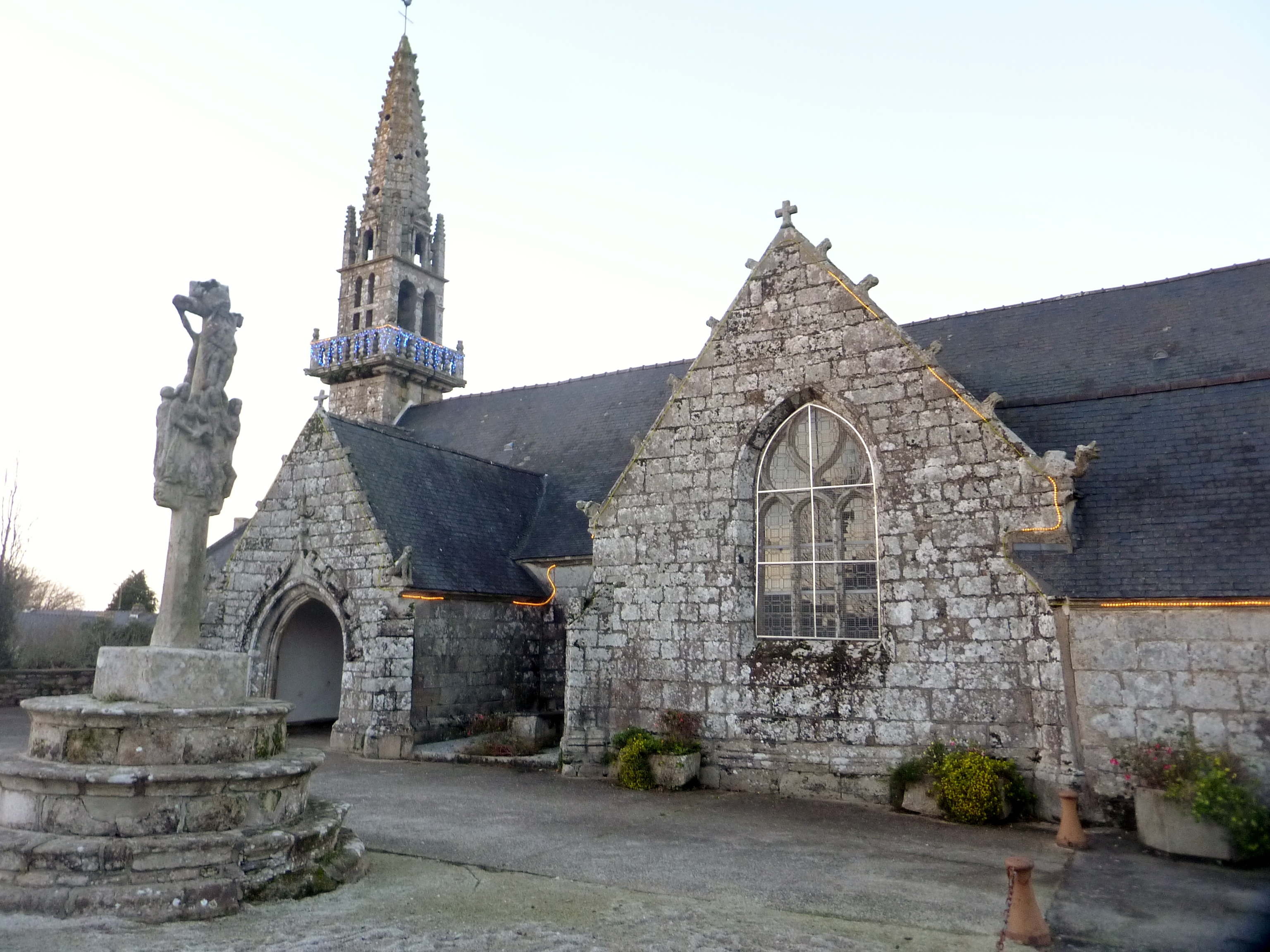
Kirche Saint-Théléau

Die denkmalgeschützte Fassade der Kapellenruine St-Jean wurde nach Treffiagat transloziert und dort in der Kirche Notre-Dame-des-Flots neu verbaut.
1900 wurde hier der Stein von Saint-Bélec (Pierre gravée Sanct-Belec) aus der Bronzezeit ausgegraben, der nach Wiederentdeckung 2014 beforscht wurde und 2021 als älteste 3D-Landkarte von Europa interpretiert wird.

## Verkehr
Bei Briec, Quimper und Rosporden gibt es Abfahrten an der Schnellstraße E 60 Brest–Nantes. In Châteaulin, Quimper und Rosporden halten Regionalbahnen an der Bahnlinie Brest-Nantes.